# 海斯鎮區 (阿肯色州格林縣)
海斯鎮區（英語：Hays Township）是位於美國阿肯色州格林縣的一個行政鎮區。

## 地方資料
海斯鎮區的面積為29.88平方千米，當中陸地面積為29.16平方千米，而水域面積為0.72平方千米。根據2010年美國人口普查的數據，當地共有人口115人，而人口密度為每平方千米3.85人。